# 自來水公園 (高雄市)
22°37′38″N 120°18′54″E / 22.627103°N 120.314938°E

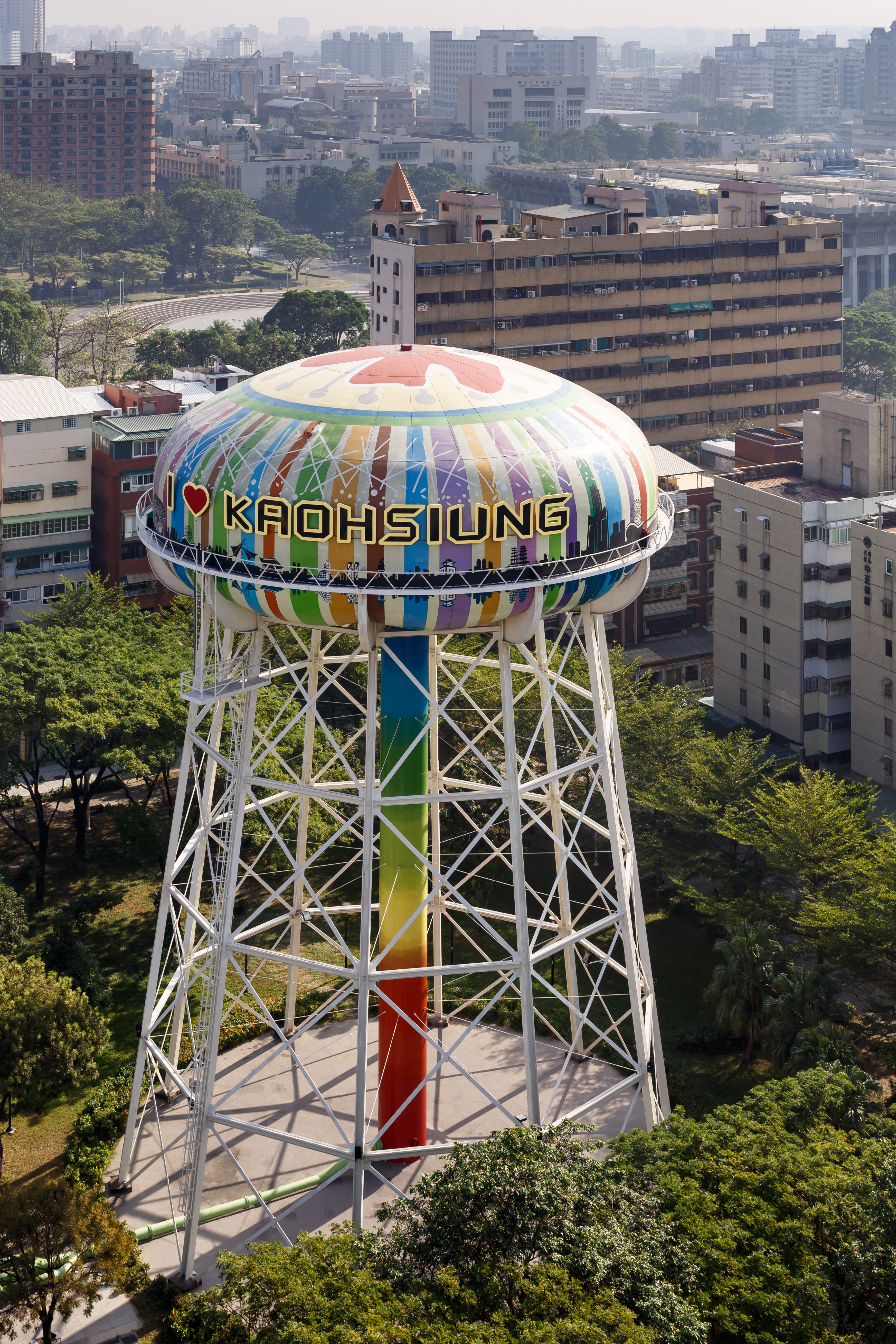
自來水公園舊水塔

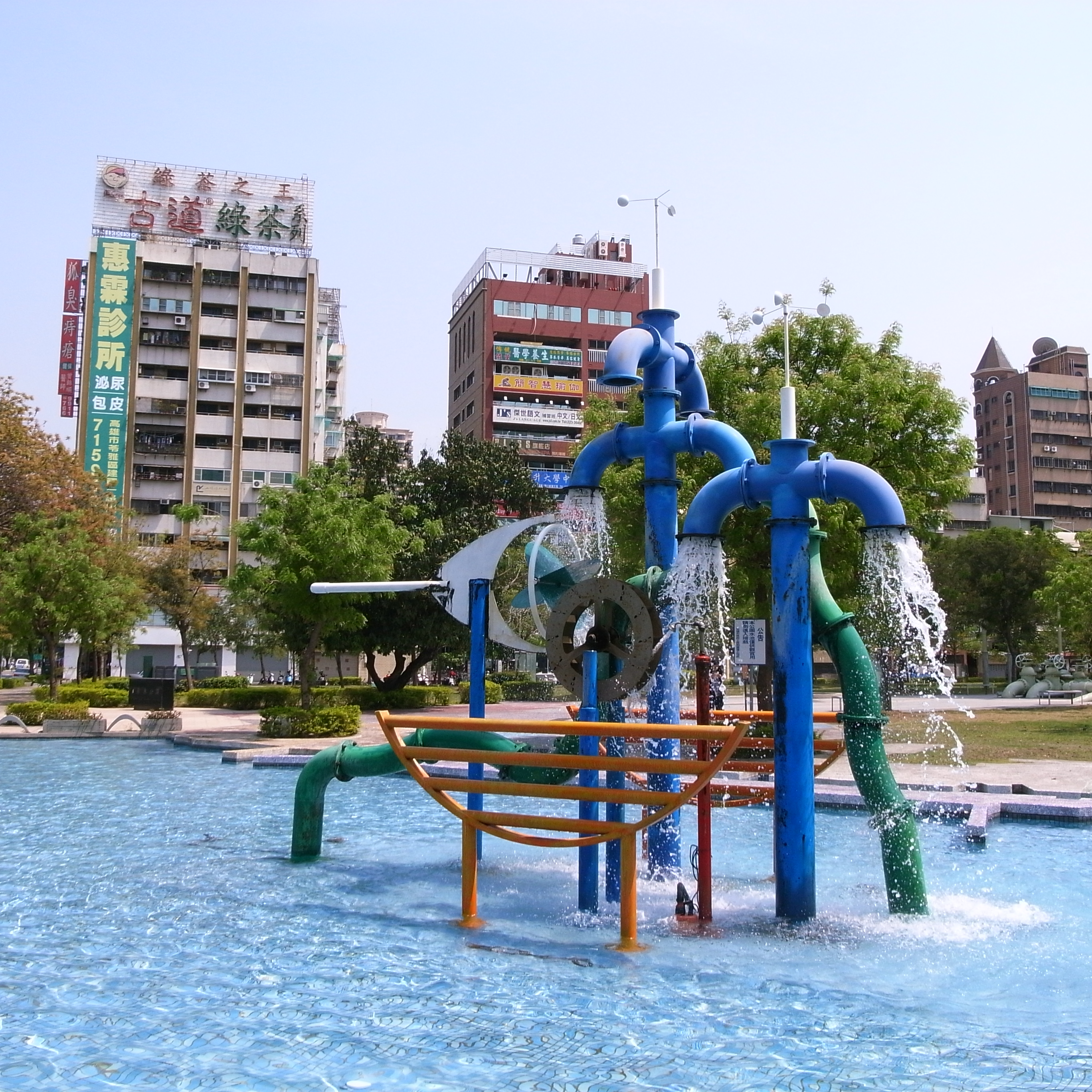
自來水公園水池

台灣高雄市的自來水公園位於苓雅區的五福路與光華路交叉口，面積約0.97公頃。主要入口是以弧形意象舖面，並以光纖光帶串聯至玻璃馬賽克做為高雄市地圖，人行步道配以植栽及LED鑲崁地底燈，配合保留園內自來水公司原有外露的自來水輸配管線，以油漆整飾及設置成管材雕塑的裝置藝術，除此之外還設有數座景觀藝術品。

## 水塔
此公園本來是一座自來水供水設施，包含一座水塔，是利用美援技術，於1960年所建，蓄水量為3800噸，高度38公尺，但因使用困難，完工後從未實際儲水而廢棄。
2013年水塔整修後原設有一「自來水塔彩繪簡介」碑文，後因損壞後拆除而未回復原狀：
| “ | 自來水塔總高度逾40公尺，水塔主體高約11公尺、半徑約14公尺，係於民國49年運用美援及技術興建，至今已逾52個年頭，因缺乏維護整理，水塔已多處鏽蝕油漆剝落，嚴重影響市容景觀。 市府藉由「彩繪大水塔，亮麗大高雄」徵圖活動，得獎作品「打狗之城」，經專家學者會商討論而城。 彩繪圖樣以彩虹繽紛線條將水塔妝扮成精美禮物及棒棒糖一般，水塔上的城市剪影則以世運主場館、85大樓、夢時代等19處高雄知名地標景點繪入塔身，象徵一座幸福城市，讓民眾感受到甜蜜的幸福感。 水塔晝夜各有不同視覺效果，白天繽紛多彩如棒棒糖，夜晚則搭配燈光七彩閃耀如鑽石，繽紛閃耀正象徵著高雄人的熱情活力，使高雄市成為更富創意與藝術氣息的宜居幸福城市。 高雄市政府工務局 2013.4. | ” |

## 歷史
1960年，藉美援技術於此處興建自來水塔供應林德官地區用水，但因使用困難而遭廢棄。
1988年，曾由高雄現代畫學會創作於廢棄水塔周邊的水泥圍牆創作「大壁畫」，並帶動週遭藝術的氣息。
2003年，高雄市政府拆除圍牆將此地整建為現今的公園。
2013年，高雄市政府考量自來水塔外觀已嚴重生鏽，透過藝術家將自來水塔重新上漆並打上燈光，賦予自來水公園一個新的開始。而目前水塔所漆之圖樣是出自魏淑惠之手。
2019年年末，高雄市養護工程處為減少養護工作，將公園內以高雄港市地廓造型水池以花圃填平，僅留下水池中心噴水設施周遭區塊，並將水池延伸至公園水塔之愛河意象光影水道以水泥填平。